# BMW F 750 GS
Die BMW F 750 GS ist ein Mittelklasse-Motorrad vom Typ Allround-Enduro der Marke BMW. Das Modell wurde im Jahr 2018 als Nachfolger der BMW F 700 GS vorgestellt und ist Teil der BMW GS Familie.

## Historie
Die F-Reihe begann 1993 mit der gemeinsam mit Aprilia produzierten BMW F 650 mit einem Einzylinder-Viertaktmotor von Rotax mit 652 cm³ Hubraum. Es folgte zwischen 2000 und 2007 die BMW F 650 GS mit gleichem Motor von Rotax, jedoch mit Einspritzung statt Vergaser.
Zwischen 2008 und 2012 wurde die F 650 GS mit dem Rotax-Parallel-Twin-Zweizylinder mit 798 cm³ Hubraum ausgerüstet, der seit 2006 in ähnlicher Form in der BMW F 800 S und ST und ab 2008 auch in der Enduro BMW F 800 GS verwendet wurde. 2012 folgte dann das leistungsreduzierte Schwestermodell BMW F 700 GS mit gleichem Parallel-Twin-Motor. Von 2018 bis 2023 wurden die beiden motorgleichen und auch in weiteren Details sehr ähnlichen Modelle F 750 GS und F 850 GS produziert.
Im September 2023 stellte BMW auf der IAA das Nachfolgemodell F 800 GS vor.
Das Präfix „F“ steht, wie bei BMW üblich, für „Fun“ bzw. „Funduro“ und das Suffix GS für Gelände und Straße.

## Motor
Die F 750 GS hat einen wassergekühlten Zweizylinder-Viertaktmotor mit vier über Schlepphebel betätigten Ventilen pro Zylinder, zwei obenliegenden Nockenwellen und Trockensumpfschmierung. Die Zylinderbohrung von 84 mm und der Kolbenhub von 77 mm ergeben einen Hubraum von 853 cm³. Die Höchstdrehzahl beträgt 9000 min−1. Mit einem geregelten Drei-Wege-Katalysator erfüllt der Motor die Abgasnorm Euro 4, seit Mitte 2020 die Euro 5-Norm.
Die Vorgängermodelle F 800 GS und F 700 GS waren mit einem 798-cm³-Zweizylinder-Reihentwin-Motor mit 360° Zündversatz, also gleichlaufenden Kolben, ausgestattet. In den seit 2018 produzierten Modellen F 850 GS und F 750 GS ist es nun ein 853-cm³-Zweizylinder-Reihentwin mit 90 Grad Hubzapfenversatz und einem Zündversatz von 270 Grad. Dieser Motor hat Ausgleichswellen. Durch diese Bauweise und Zündfolge hat der Motor ein ähnliches Verhalten wie ein V2-Motor.
Im Gegensatz zum leistungsstärkeren Schwestermodell F 850 GS mit 70 kW (95 PS) ist die Leistung der F 750 GS durch eine geänderte Motorsteuerung auf 57 kW (77 PS) begrenzt. Der Motor wurde von BMW konstruiert, wird aber bei BMWs Kooperationspartner Loncin in China gefertigt. Der Verbrauch liegt nach einem Test des ADAC zwischen 4,1 und 4,5 l/100 km;, bei Autobahnfahrt mit einer Durchschnittsgeschwindigkeit von 130 km/h wurden in einem anderen Test 6 l/100 km ermittelt. Der Auspuff besteht aus Edelstahl.
Das Motorrad kann auch mit auf 35 kW (48 PS) reduzierter Leistung für den Motorradführerschein A2 ausgeliefert werden.

## Konstruktive Merkmale
Statt eines Gitterrohrrahmens wie das Vorgängermodell hat die F 750 GS einen Brückenrahmen aus Stahlprofilen in Schalenbauweise mit höherer Torsionssteifigkeit. Auch ist der Tank nicht mehr unter der Sitzbank, sondern über dem Motor eingebaut.

## Serienausstattung (Auszug)
- E-Gas (Ride-by-Wire)
- ABS, abschaltbar

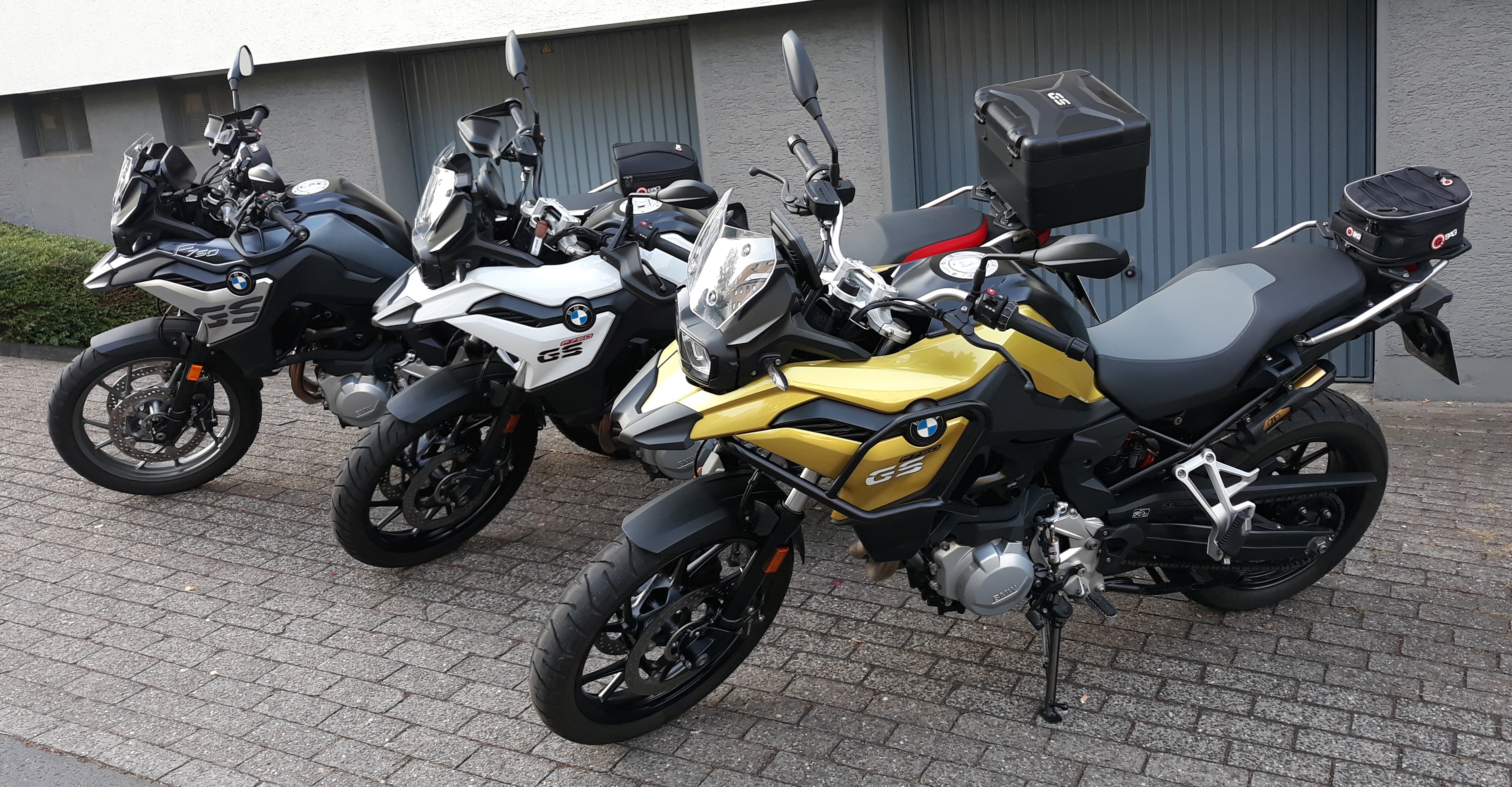
BMW F 750 GS, Baujahr 2018, in allen drei 2018 lieferbaren Farbvarianten.

- ASC (Automatic Stability Control), abschaltbar
- Fahrmodi Rain und Road
- Instrumentenkombination mit Bordcomputer Pro
- LED-Rücklicht mit dynamischem Bremslicht
- LED-Scheinwerfer (Abblend- und Fernlicht)
- Elektronische Wegfahrsperre (EWS)

## Sonderausstattung (Auszug)
- Dynamic ESA (elektronisch einstellbares Fahrwerk)
- DTC (Dynamic Traction Control)
- Fahrmodi Pro Dynamic und Enduro
- ABS Pro (Kurven-ABS)
- LED-Scheinwerfer inkl. LED-Tagfahrlicht
- Connectivity inkl. 6,5" vollfarbiges TFT-Display
- Intelligenter Notruf eCall
- Schaltassistent Pro
- Keyless Ride
- RDC (Reifendruckkontrolle)
- Temporegelung
- Griffheizung
- Komfortsitzbank mit 830 mm Sitzhöhe

## Unterschiede zwischen F 750 GS und F 850 GS
Motor, Getriebe, Rahmen und viele weitere Teile der beiden Schwestermaschinen sind vollkommen gleich, die Ersatzteilnummern oft identisch. Die Unterschiede liegen vor allem darin, dass die F 750 GS ein wenig mehr auf Straße, die F 850 GS mehr auf Gelände ausgelegt ist. Die wesentlichen Unterschiede sind:

### Motor
Die Motoren beider Maschinen sind gleich. Die gegenüber der F 850 GS reduzierte Leistung der F 750 GS wird nur durch die geänderte Motorsteuerung erreicht.
|                       | F 750 GS                   | F 850 GS                   |
| --------------------- | -------------------------- | -------------------------- |
| Leistung              | 57 kW/77 PS bei 7500 min−1 | 70 kW/95 PS bei 8250 min−1 |
| Drehmoment            | 83 Nm bei 6000 min−1       | 92 Nm bei 6250 min−1       |
| Höchstgeschwindigkeit | 190 km/h                   | > 200 km/h                 |

Die Leistungs- und Drehmomentdiagramme beider Maschinen zeigen, dass die F 850 GS nur bei hohen Drehzahlen ab ungefähr 6000 min−1 ein höheres Drehmoment und damit mehr Leistung hat.

### Fahrwerk
|                       | F 750 GS              | F 850 GS                    |
| --------------------- | --------------------- | --------------------------- |
| Radführung Vorderrad  | Teleskopgabel Ø 41 mm | Upside-Down-Gabel Ø 43 mm   |
| Federwege vorn/hinten | 151/177 mm            | 204/219 mm                  |
| Vorderrad             | 2,50 x 19" Gußrad     | 2,15 x 21" Kreuzspeichenrad |
| Hinterrad             | 4,25 x 17" Gußrad     | 4,25 x 17" Kreuzspeichenrad |
| Vorderreifen          | 110/80 R19            | 90/90-21                    |
| Hinterreifen          | 150/70 R17            | 150/70 R17                  |
| Reifentyp             | radial schlauchlos    | radial schlauchlos          |

### Sitzhöhe
|                                                 | F 750 GS | F 850 GS |
| ----------------------------------------------- | -------- | -------- |
| Sitzhöhe in Standardausführung                  | 815 mm   | 860 mm   |
| Minimal mögliche Sitzhöhe (mit Tieferlegung)    | 770 mm   | 815 mm   |
| Maximal mögliche Sitzhöhe (mit Komfortsitzbank) | 830 mm   | 875 mm   |

Die größere Sitzhöhe der F 850 GS resultiert vor allem aus dem mit 21" größeren Vorderrad sowie den größeren Federwegen vorn und hinten. Die Sitzposition mit den Füßen auf den Fußrasten ist wegen der identischen Rahmen beider Maschinen nahezu gleich.

## Kritiken
„Ja, die BMW F 750 GS ist die bessere F 700 GS geworden, ohne deren grundsätzliche Tugenden neu zu erfinden. Begeistern kann die Neue mit ihrem ausgewogenen Fahrwerk und den tollen Bremsen. Aber: Der Motor, von Grund auf neu konstruiert, bleibt irgendwie seine Sinnhaftigkeit schuldig. Er klingt toll, er besitzt gute Manieren, aber unter fahrdynamischen Ansprüchen kann er die Erwartungen nicht erfüllen. Hier hat es sich BMW mit der gleichen Übersetzung wie bei der F 850 GS zu einfach gemacht.“

„Wer unschlüssig zwischen der F 750 GS und F 850 GS hin und her wandert, wird sich beim Blick auf das Preisschild der (vermeintlich) größeren Enduro womöglich rasch entscheiden, denn die kostet 12.120 Euro. So gesehen könnte sich die tiefstapelnde F 750 GS als das bessere Angebot erweisen.“

„Die F 750 GS hat sich zum eigenständigen Motorrad mit Charakter und Stil gemausert und lässt die „Kleine Schwester der großen F“-Attitüde endgültig hinter sich. Das Bike besticht durch hervorragende Fahreigenschaften und ein genauso hervorragendes Ausstattungsniveau – wenn das auch ordentlich ins Geld gehen kann. Unterm Strich aber ein überzeugendes, wertiges Angebot.“

„Wer die BMW F 750 GS lediglich als Einsteigerbike betrachtet, tut ihr Unrecht. Zwar sind die niedrige Sitzhöhe, das einfache Handling und das angenehme Ansprechverhalten des Motors tatsächlich Einsteigertauglich, allerdings macht die "kleine" GS auch Fortgeschrittenen enorm viel Spaß. Durch die Möglichkeit, die F 750 GS mit allerlei Luxus-Features auf das Niveau eines Oberklasse-Bikes zu heben, ist einzigartig und macht aus ihr den ultimativen Wolf im Schafspelz.“

„Im Grunde ist die BMW F 750 GS, mit einigen Hightech-Features angereichert, nicht mehr der Mittelklasse zugehörig, und zwar weder preislich noch technologisch – und auch nicht vom Gewicht her sowie vom Empfinden des Fahrers. ...“

## Neuzulassungen in Deutschland
| Jahr      | Platz   | Zulassungen |
| --------- | ------- | ----------- |
| 2019      | 11 (11) | 1.601 (267) |
| 2020      | 33 (17) | 1.067 (183) |
| 2021      | 25      | 1.155       |
| 2022      | 36      | 841         |
| 2023      | 32      | 1033        |
| insgesamt |         | 5697        |

Die Werte in Klammern zeigen die Zahlen der weiblichen Halter.